# Allium geyeri
Espèce
Classification APG III (2009)
Synonymes
- Allium dictyotum Greene[1]
- Allium funiculosum A.Nelson	[1]
- Allium pikeanum Rydb.[1]
- Allium fibrosum Rydb. 1897, illegitimate homonym not Regel 1887[1]
- Allium arenicola Osterh. 1900, illegitimate homonym not Small 1900[1]
- Allium rubrum Osterh. [1]
- Allium sabulicola Osterh. [1]
- Allium rydbergii J.F.Macbr. [2]

Allium geyeri est une espèce de plante bulbeuse herbacée vivace du genre Allium, de la famille des Amaryllidacées. C'est une sorte d'oignon d'Amérique du Nord  répandu dans l'ouest des États-Unis et dans l'ouest du Canada. On la trouve dans les Rocky Mountain du Nouveau-Mexique, dans l'Idaho, le Great Basin, le Pacific Northwest, le Texas, le Dakota du sud, l'Arizona, le Manitoba, la Colombie-Britannique, l'Alberta et le öSaskatchewan,.

## Variétés
- Allium geyeri var. chatterleyi S.L.Welsh - Abajo Mountains in Utah[6],[7]
- Allium geyeri var. geyeri  - much of species range
- Allium geyeri var. tenerum M.E.Jones[8] - much of species range

## Description
Allium geyeri forme des bulbes étroitement allongés pouvant atteindre 25 mm de long. Les tiges florifères peuvent atteindre jusqu'à 50 cm de hauteur. Les fleurs sont en forme de cloche à urne, roses à blanches avec du pollen jaune,,,,.

## Reéférences
1. 1 2 3 4 5 6 7 8  Tropicos.org. Missouri Botanical Garden., consulté le 6 novembre 2018.
2. ↑  The Plant List (2013). Version 1.1. Published on the Internet; http://www.theplantlist.org/, consulté le 3 août 2017.
3. ↑  Kew World Checklist of Selected Plant Families
4. 1 2  Flora of North America, v 26 p. 237, Allium geyeri
5. ↑  BONAP (Biota of North America Project) 2013 county distribution map, Allium geyeri
6. ↑  Welsh, Stanley Larson. 1993.  Rhodora 95(883/884): 417–418 diagnosis in Latin, commentary and key in English
7. ↑  Welsh, Stanley Larson. 1993.  Rhodora 95(883/884): figure 23 line drawing of Allium geyeri var. chatterleyi
8. ↑  Jones, Marcus Eugene. 1902. Contributions to Western Botany 10: 28, f. 55.
9. ↑  Watson, Sereno. 1879. Proceedings of the American Academy of Arts and Sciences 14: 227–228.
10. ↑  Hitchcock, C. H., A.J. Cronquist, F. M. Ownbey & J. W. Thompson. 1969. Vascular Cryptogams, Gymnosperms, and Monocotyledons. 1: 1–914. In C. L. Hitchcock Vascular Plants of the Pacific Northwest. University of Washington Press, Seattle.
11. ↑  Cronquist, A.J., A. H. Holmgren, N. H. Holmgren & Reveal. 1977. Vascular Plants of the Intermountain West, U.S.A. 6: 1–584. In A.J. Cronquist, A. H. Holmgren, N. H. Holmgren, J. L. Reveal & P. K. Holmgren (eds.) Intermountain Flora. Hafner Pub. Co., New York.
12. ↑  Moss, E. H. 1983. Flora of Alberta (ed. 2) i–xii, 1–687. University of Toronto Press, Toronto.